# Ernest d'Autriche intérieure
Pour les articles homonymes, voir Ernest d'Autriche et Ernest de Babenberg.
Ernest Ier dit de Fer (en allemand : Ernst der Eiserne), né vers 1377 et mort le 10 juin 1424 à Bruck en Styrie, est un prince de la maison de Habsbourg, fils du duc Léopold III d'Autriche et de Viridis Visconti. 
Membre de la branche léopoldienne, il hérite notamment des pays de l'Autriche intérieure (les duchés de Styrie, de Carinthie et de Carniole) à la mort de son frère Guillaume en 1406. Également régent du duché d'Autriche, il était le premier des Habsbourg à porter le titre d'archiduc provenant du Privilegium Maius dressé par son oncle Rodolphe IV. Ernest et sa deuxième épouse Cymburge de Mazovie devinrent les premiers parents de tous les Habsbourg ultérieurs : leur fils Frédéric V rassemblait sous sa couronne la totalité des « territoires héréditaires » de la dynastie et fut sacré empereur en 1452.

## Biographie
Ernest est le quatrième fils du duc Léopold III d'Autriche (1351-1386) et de son épouse, la princesse italienne Viridis (1352-1414), fille de Barnabé Visconti, seigneur de Milan, et de Beatrice Reine della Scala. Par le traité de Neuberg, conclu le 9 septembre 1379, son père reçoit les duchés de l'Autriche intérieure, ainsi que le comté de Tyrol et les domaines de l'Autriche antérieure en Souabe des mains de son frère aîné le duc Albert III.
Le 9 juillet 1386, Léopold III est tué à la bataille de Sempach, l'un des violents affrontements avec la Confédération suisse. Après la mort prématurée de leur père, Ernest et ses frères passent sous la tutelle de leur oncle Albert III, en ce temps le souverain de tous les pays habsbourgeois. À la suite de la mort d'Albert III en 1395, le frère aîné d'Ernest, Guillaume l'Orgueilleux, exige de son cousin Albert IV la restitution de l'Autriche intérieure, lorsque le Tyrol et l'Autriche antérieure retournent au second fils Léopold IV le Gros.
En 1401 Ernest suit le roi Robert Ier en Italie, pour combattre son cousin Jean Galéas Visconti, duc de Milan. 

### Duc d'Autriche
Albert IV, duc senior des Habsbourg meurt en août 1404. Dans la mesure où son fils, Albert V est encore mineur à sa mort, il y a une régence exercée par ses cousins de la lignée leopoldienne. Lorsque le duc Guillaume meurt le 15 juillet 1406, Ernest obtient tout d'abord le duché de Styrie, puis avec son frère Léopold IV, il s'impose comme le tuteur de leur cousin Albert V d'Autriche ; à la suite de ce coup de force, une guerre civile éclate entre les frères en 1407 dont Ernest ne vient à bout que par sentence arbitrale du roi Sigismond en mai 1409. 
En 1411, les terres des Habsbourg sont réparties à la suite de la mort du duc Léopold IV : Ernest devient seul souverain des trois duchés autonomes de Styrie, de Carinthie et de Carniole (l'Autriche intérieure), lorsque son cousin Albert V, de la lignée albertienne, règne sur le duché d'Autriche au bord du Danube. Son frère cadet Frédéric IV le Nécessiteux conserve les domaines de l'Autriche antérieure et le comté de Tyrol. 

### Archiduc
Le 18 mars 1414, Ernest se fait couronner duc de Carinthie au cours d'une cérémonie traditionnelle, en langue slovène, célébrée près de Maria Saal et de ce moment s'attribue le titre d'archiduc. Il est de ce fait le premier prince Habsbourg à avoir porté ce titre inauguré par Rodolphe IV le Bâtisseur dans le Privilegium Maius de 1358/1359. Bien que le titre ne soit pas reconnu par la cour impériale de Sigismond de Luxembourg, il ne fait pas l'objet d'une action spécifique.
Depuis 1412, Ernest est en conflit avec le roi Sigismond. Après qu'en 1415, lors du concile de Constance, son frère benjamin Frédéric IV est frappé d'interdit par Sigismond, Ernest tente d'abord d'occuper ses terres, avant de se réconcilier avec lui. Il se met alors à protéger le Tyrol des forces du roi, et, par son attitude menaçante, il amène Sigismond à renoncer à la plupart de ses revendications. En tant que régent d'Autriche intérieure il défend avec force ses prérogatives princières, et en tant que chef de la branche léopoldienne qui par son fils Frédéric V, le futur empereur, survit aux deux autres (la branche albertienne et la lignée des comtes de Tyrol), il devient l'ancêtre de la dynastie des Habsbourg.
En 1414, Ernest entreprit un pèlerinage en Terre Sainte et est admis milite Sancti Sepulcri à Jérusalem[réf. nécessaire]. Il meurt en 1424 à Bruck an der Mur. Son tombeau se trouve dans le monastère cistercien de Rein dans les environs de Graz. Son surnom de Fer ne court qu'après sa mort.

## Union et descendance

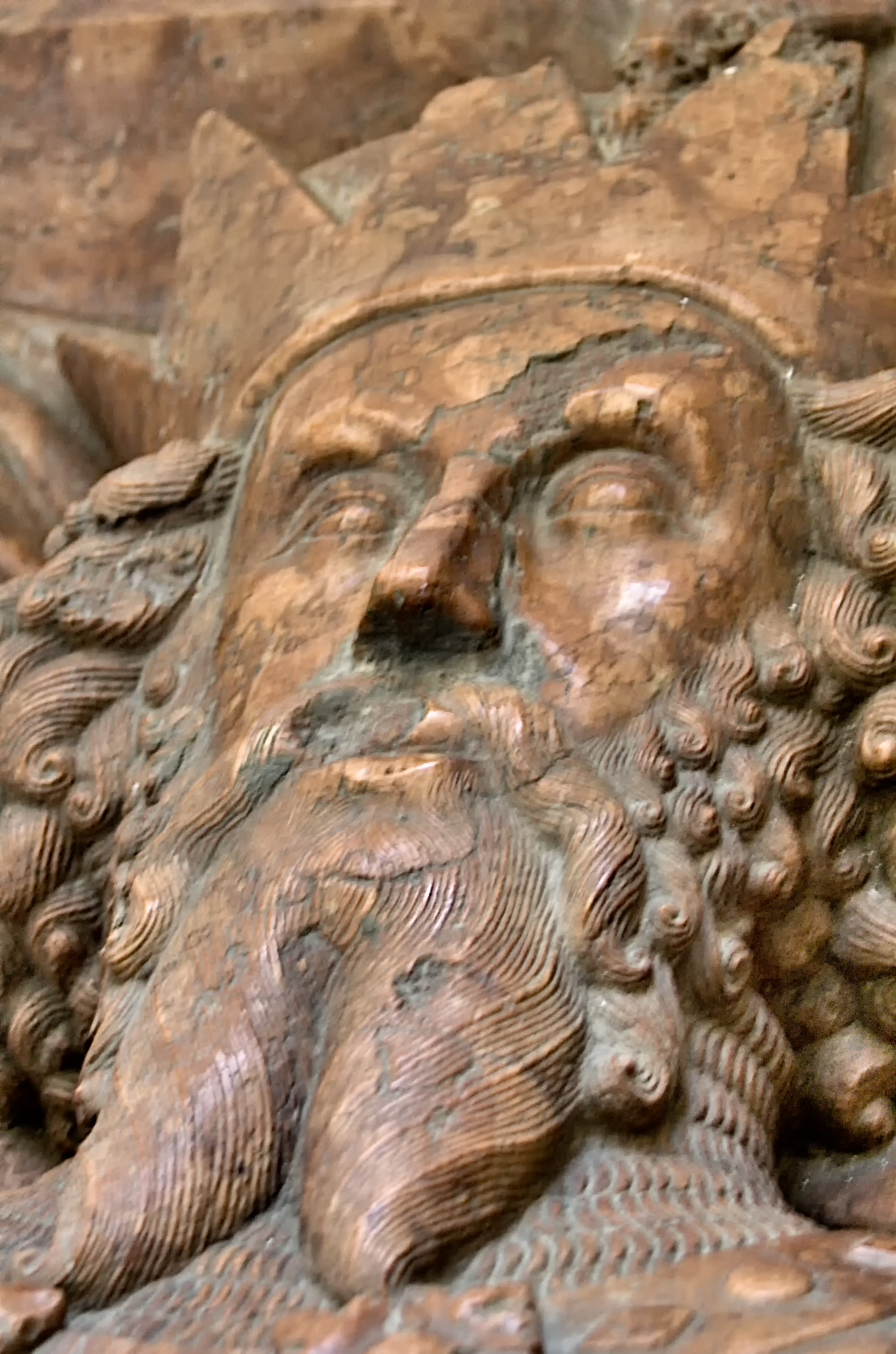
Pierre tombale, abbaye de Rein.

Le duc Ernest d'Autriche et de Styrie épouse la princesse Marguerite de Poméranie (1366-1407) le 14 janvier 1392 à Bruck en Styrie. Celle-ci, fille du duc Bogislav et de la princesse Adelaïde de Brunswick-Grubenhagen, meurt sans enfants.
En secondes noces, Ernest épouse la princesse polonaise Cymburge de Mazovie (1394-1429), fille du duc Siemovit IV et nièce du roi Ladislas II Jagellon, à Bruck en 1412 ; il a d'elle neuf enfants :
- Frédéric (1415-1493) (empereur Frédéric III), qui épouse en 1452 l'infante Aliénor de Portugal (1436-1467), fille du roi Édouard Ier de Portugal et d'Éléonore d'Aragon ;
- Marguerite (1416-1486), qui épouse en 1431 l'électeur Frédéric II de Saxe (1412-1464), fils de l'électeur Frédéric Ier de Saxe et de la princesse Catherine de Brunswick-Lunebourg ;
- Albert VI (1418-1463), qui épouse en 1452 la princesse Mathilde du Palatinat (1419-1482), fille de l'électeur Louis III du Palatinat et de la comtesse Mathilde de Savoie ;
- Catherine (1420-1493), qui épouse en 1447 le margrave Charles Ier de Bade, fils du margrave Jacques Ier et de la princesse Catherine de Lorraine ;
- Ernest (1420-1432) ;
- Alexandra (1421 † 1421) ;
- Anne (1422 † 1422) ;
- Rodolphe (1424 † 1424) et Léopold (1424 † 1424).